# Bembix triangulifera
Bembix triangulifera (лат.) — вид песочных ос рода Bembix из подсемейства Bembicinae (Crabronidae). Обнаружены в южной Африке: Зимбабве, ЮАР. Среднего размера осы: длина тела около 2 см. Тело коренастое, чёрное с развитым жёлтым рисунком. Лабрум вытянут вперёд подобно клюву. Гнездятся на песчаных почвах. В качестве добычи, предположительно, используют мух. Таксон был впервые описан в 1929 году южноафриканским энтомологом Дж. Арнольдом (G. Arnold) по материалам из Южной Родезии первоначально под именем stevensoni (декабрь 1929), которое оказалось преоккупировано именем stevensoni Parker (июнь 1929). Позднее по предложению Арнольда (1944) оно было заменено на нынешнее имя triangulifera, когда одновременно была впервые описана ранее неизвестная самка этого вида
.